# امیرت ال فهول
امیرت ال فهول یک منطقهٔ مسکونی در تونس است که در استان منستیر واقع شده‌است.

## خصوصیات
امیرت ال فهول ۴٬۵۲۵ نفر جمعیت دارد.